# Donja Bočinja
Donja Bočinja (en serbe cyrillique : Доња Бочиња) est un village de Bosnie-Herzégovine. Il est situé dans la municipalité de Maglaj, dans le canton de Zenica-Doboj et dans la fédération de Bosnie-et-Herzégovine. Selon les premiers résultats du recensement bosnien de 2013, il compte 225 habitants.
Avant 1961, le village faisait partie de la localité de Bočinja ; depuis 1961, il est recensé comme une entité administrative à part entière.

## Démographie

### Évolution historique de la population
| 1948 | 1953 | 1961 | 1971 | 1981 | 1991 | 2013 |
| ---- | ---- | ---- | ---- | ---- | ---- | ---- |
| -    | -    | 640  | 754  | 818  | 821  | 225  |

|  |